# Nergal-ushezib
Nergal-ushezib est un roi de Babylone d'origine chaldéenne, qui a régné brièvement de 694 à 693 av. J.-C.

## Biographie
Le règne de Nergal-ushezib coïncide avec une période de conflits entre Babylone et l'Assyrie, dirigée alors par Sennachérib. Il prend le pouvoir après qu'une faction anti-assyrienne ait renversé Assur-nadin-shumi, fils de Sennachérib que ce dernier avait placé sur le trône babylonien, avant de le livrer aux Élamites qui appuyaient les intérêts anti-assyriens. Nergal-ushezib doit alors tenter d'imposer sa domination en Babylonie : il réussit à prendre Nippur, mais la contre-offensive assyrienne lui est fatale, puisqu'il est vaincu, capturé et emmené à Ninive où il est exécuté.